# Microsecondo
Un microsecondo è un'unità di tempo pari ad un milionesimo di secondo. È formata usando il prefisso standard micro-, che significa 10−6. Il suo simbolo è μs.
È usata raramente nella vita di tutti i giorni. In alcuni campi tecnici è invece molto comune, specialmente nelle telecomunicazioni e in elettronica. Anche in campo scientifico, come p. es. nella fisica delle particelle, si utilizza comunemente il microsecondo.
In alcuni campi un microsecondo è una quantità di tempo piuttosto lunga. I microprocessori che si trovano in tutti i recenti computer effettuano migliaia di operazioni in un microsecondo.